# Jules Tannery

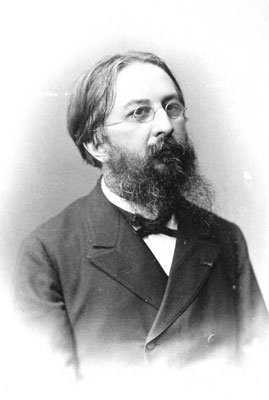
Jules Tannery

Jules Tannery (* 24. März 1848 in Mantes-sur-Seine; † 11. Dezember 1910 in Paris) war ein französischer Mathematiker.

## Leben
Tannery war der Sohn des Eisenbahningenieurs Delphin Tannery und jüngerer Bruder von Paul Tannery. Die Familie zog entsprechend dem Arbeitsort des Vaters oft in Frankreich um. Tannery besuchte das Gymnasium in Caen und absolvierte die Eingangsprüfung für die École Normale Superieure (sowie die der École polytechnique) als Bester. Er studierte an der ENS mit dem Abschluss 1869 als Bester seines Jahrgangs. Danach unterrichtete er Mathematik am Gymnasium in Rennes und ab 1871 in dem von Caen, bevor er ab 1872 an der ENS lehrte. 1874 wurde er bei Charles Hermite promoviert ("Propriétés des intégrales des équations différentielle linéaires à coefficients variables") und lehrte dann am Lycée Saint-Louis und an der Sorbonne, bevor er 1881 Maître de conférences an der ENS wurde und an der École Normale des jeunes filles in Sèvres. 1903 wurde er Professor für Analysis an der Sorbonne.
Er befasste sich mit elliptischen Funktionen, mit Mathematikdidaktik, Philosophie und Geschichte der Mathematik, beispielsweise mit Evariste Galois. Ab 1876 war er Herausgeber des Bulletin des Sciences Mathématiques.
Zu seinen Doktoranden zählten Albert Châtelet und Jules Drach und zu seinen Schülern Paul Painlevé und Émile Borel. 1907 wurde er Mitglied der Académie des Sciences.

## Schriften
- Introduction à la théorie des fonctions d’une variable, Paris: Hermann 1886
- mit Jules Molk Éléments de la théorie des fonctions elliptiques, 4 Bände, Paris 1893, Nachdruck Chelsea 1971, Band 1
- Leçons d’arithmétique théorique et pratique, Paris: Colin, 1894, 1911
- Pensées, Hachette 1912
  - und: Revue du mois, Band 11, 1911, S. 257–278, 399–435.
- Les mathématiques dans l'enseignement secondaire, La revue de Paris, Band 4, 1900, S. 619–641.
- Notions de mathématiques, Paris 1903
- Leçons d'algèbre et d'analyse à l'usage des classes de mathématiques spéciales, 2 Bände, Paris 1906
- Manuscrits et papiers inédits de Galois, Bulletin des sciences mathématiques, Band 30, 1906, S. 226–248, 255–263, Band 31, 1907, S. 275–308.
- Correspondance entre Liouville et Dirichlet, Bulletin des sciences mathématiques, Band 32, 1908, S. 47–62, 88–95, Band 33, 1909, S. 47–64.
- La philosophie de M. Henri Poincaré, Bulletin des sciences mathématiques, Band 34, 1910, S. 204–205.
- Science et philosophie, Paris: Alcan 1924